# Desoutter

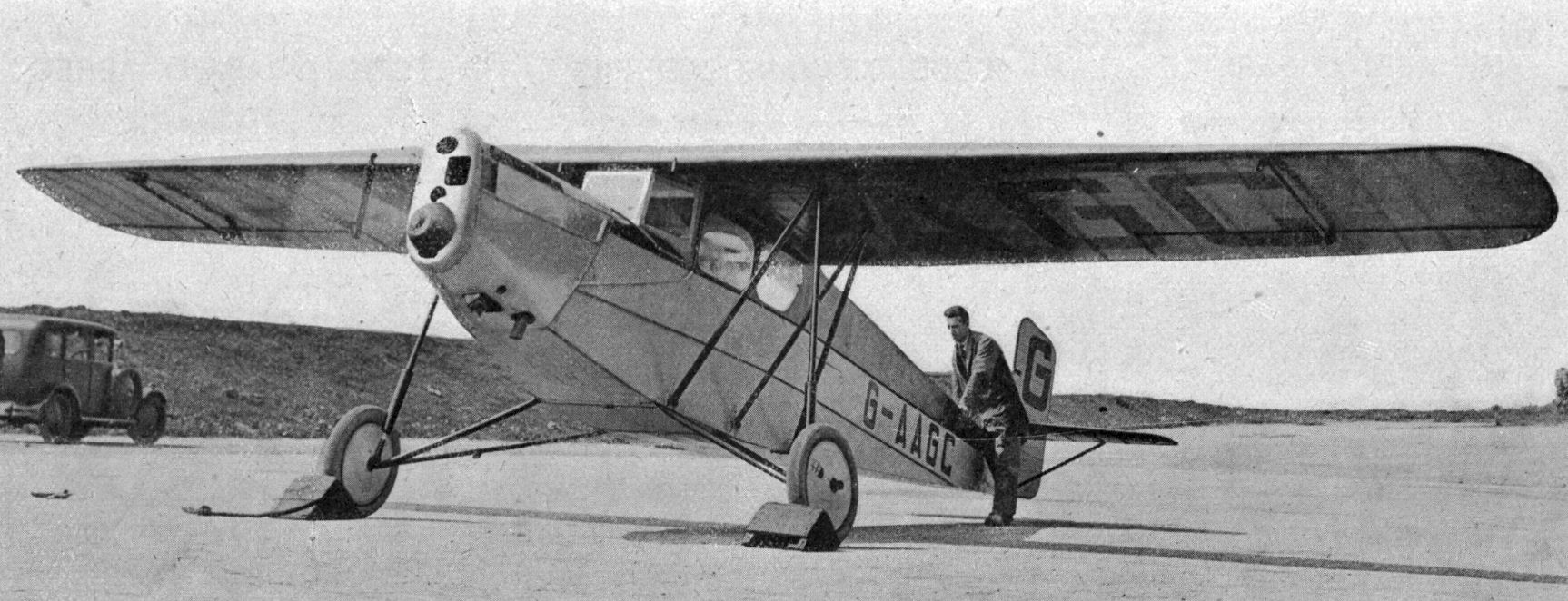
Desoutter Mk.I, 1930

De Desoutter Aircraft Company was een Britse vliegtuigfabrikant gevestigd in Croydon. Het bedrijf werd in december 1928 opgericht door Marcel Desoutter en produceerde eind jaren twintig en dertig vliegtuigen.
Toen de Koolhoven F.K.41 vanwege het moderne ontwerp enthousiast werd ontvangen in de luchtvaartwereld, besloot Desoutter van Frits Koolhoven een licentie af te nemen en zijn vliegtuigontwerp te gaan produceren in de voormalige ADC fabriek in Croyden. De F.K.41 werd eerst in de markt gezet onder de naam Dolphin en later onder de naam Desoutter. Er zijn twee types gebouwd met de aanduiding: Mk.I en Mk.II. Veel Britse vliegclubs gebruikten Desoutter's vliegtuigen voor de vliegopleiding, sportvliegerij en taxivluchten.
Geproduceerde types
- Desoutter MkI
- Desoutter MkII